# Gran Premio di Siracusa

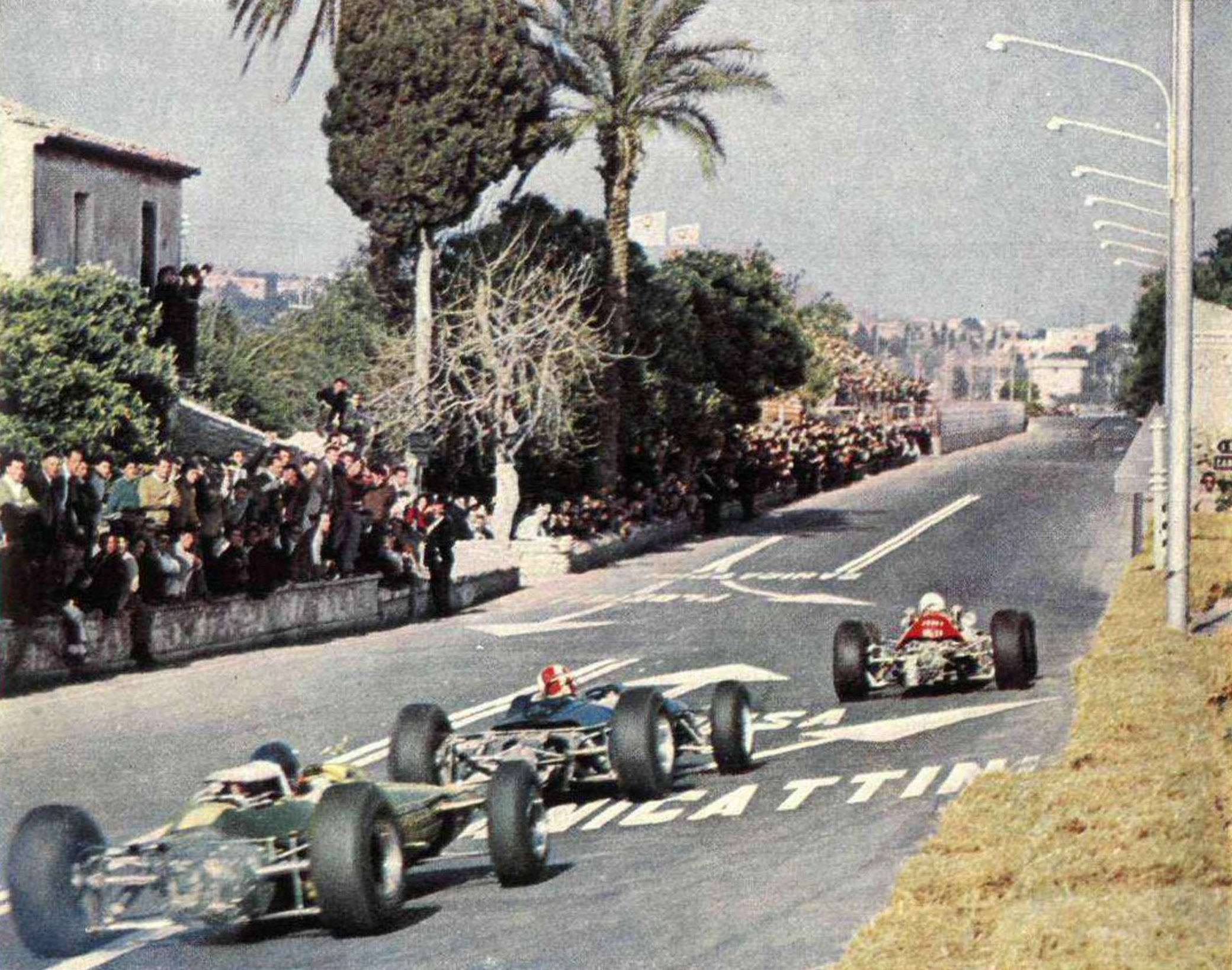
La Ferrari 158 di John Surtees precede la Brabham BT11 di Jo Siffert e la Lotus 33 di Jim Clark sul rettilineo principale nell'edizione del 1965

Il Gran Premio di Siracusa è stata una tradizionale corsa automobilistica riservata a vetture di Formula 1 che si è disputata per 16 edizioni dal 1951 al 1967 sul circuito di Siracusa, in Sicilia. Non era valida come prova del mondiale.
Tradizionalmente svolta in primavera, ha costituito per molti anni la prima gara stagionale in Europa per la Formula 1, date le buone condizioni climatiche dell'isola siciliana.
L'ultima edizione ebbe due vincitori ex aequo, caso unico nelle gare di Formula 1: la cosa fu possibile, da un lato, per via della limitata precisione del cronometraggio a mano (entro il decimo di secondo) e della mancanza del fotofinish, e dall'altro per un preciso accordo tra i due piloti deciso dalla Scuderia Ferrari, che intendeva ricompensare Parkes per il grande lavoro di collaudo che svolgeva e allo stesso tempo non poteva non avere un vincitore italiano dopo la recente scomparsa di Lorenzo Bandini al Gran Premio di Monaco.
Dopo il 1968 non si svolsero più gare di Formula 1 in Sicilia. Fino al 1984 si svolse il Gran Premio del Mediterraneo presso l'autodromo di Pergusa (Enna), valevole per il Campionato Europeo di Formula 2; dal 1985 al 1998 vi si sono svolte le gare del Campionato Internazionale di Formula 3000.

## Albo d'oro

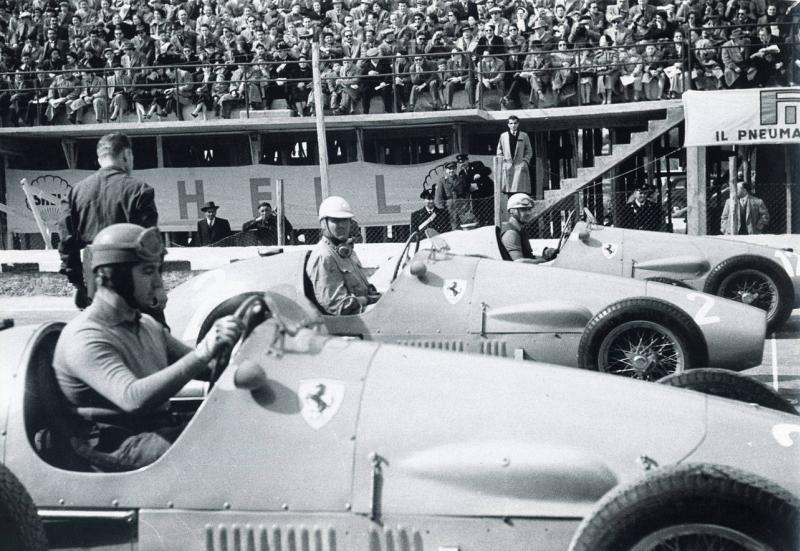
Alberto Ascari e Nino Farina al via di una prova siracusana

Le edizioni indicate con sfondo rosa sono state corse con vetture di Formula 2.
| Anno | Pilota                                     | Vettura        | Resoconto     |
| ---- | ------------------------------------------ | -------------- | ------------- |
| 1951 | Luigi Villoresi                            | Ferrari        | resoconto     |
| 1952 | Alberto Ascari                             | Ferrari        | resoconto     |
| 1953 | Emmanuel de Graffenried                    | Maserati       | resoconto     |
| 1954 | Nino Farina                                | Ferrari        | resoconto     |
| 1955 | Tony Brooks                                | Connaught      | resoconto     |
| 1956 | Juan Manuel Fangio                         | Ferrari        | resoconto     |
| 1957 | Peter Collins                              | Ferrari        | resoconto     |
| 1958 | Luigi Musso                                | Ferrari        | resoconto     |
| 1959 | Stirling Moss                              | Cooper-Bogward | resoconto     |
| 1960 | Wolfgang von Trips                         | Ferrari        | resoconto     |
| 1961 | Giancarlo Baghetti                         | Ferrari        | resoconto     |
| 1962 | Non disputato                              | Non disputato  | Non disputato |
| 1963 | Jo Siffert                                 | Lotus          | resoconto     |
| 1964 | John Surtees                               | Ferrari        | resoconto     |
| 1965 | Jim Clark                                  | Lotus          | resoconto     |
| 1966 | John Surtees                               | Ferrari        | resoconto     |
| 1967 | Mike Parkes / Ludovico Scarfiotti ex aequo | Ferrari        | resoconto     |